# Lavorabilità
La lavorabilità è la capacità di un materiale o comunque di una miscela di muoversi e deformarsi sotto l'azione di una forza esterna.

## Lavorabilità del calcestruzzo

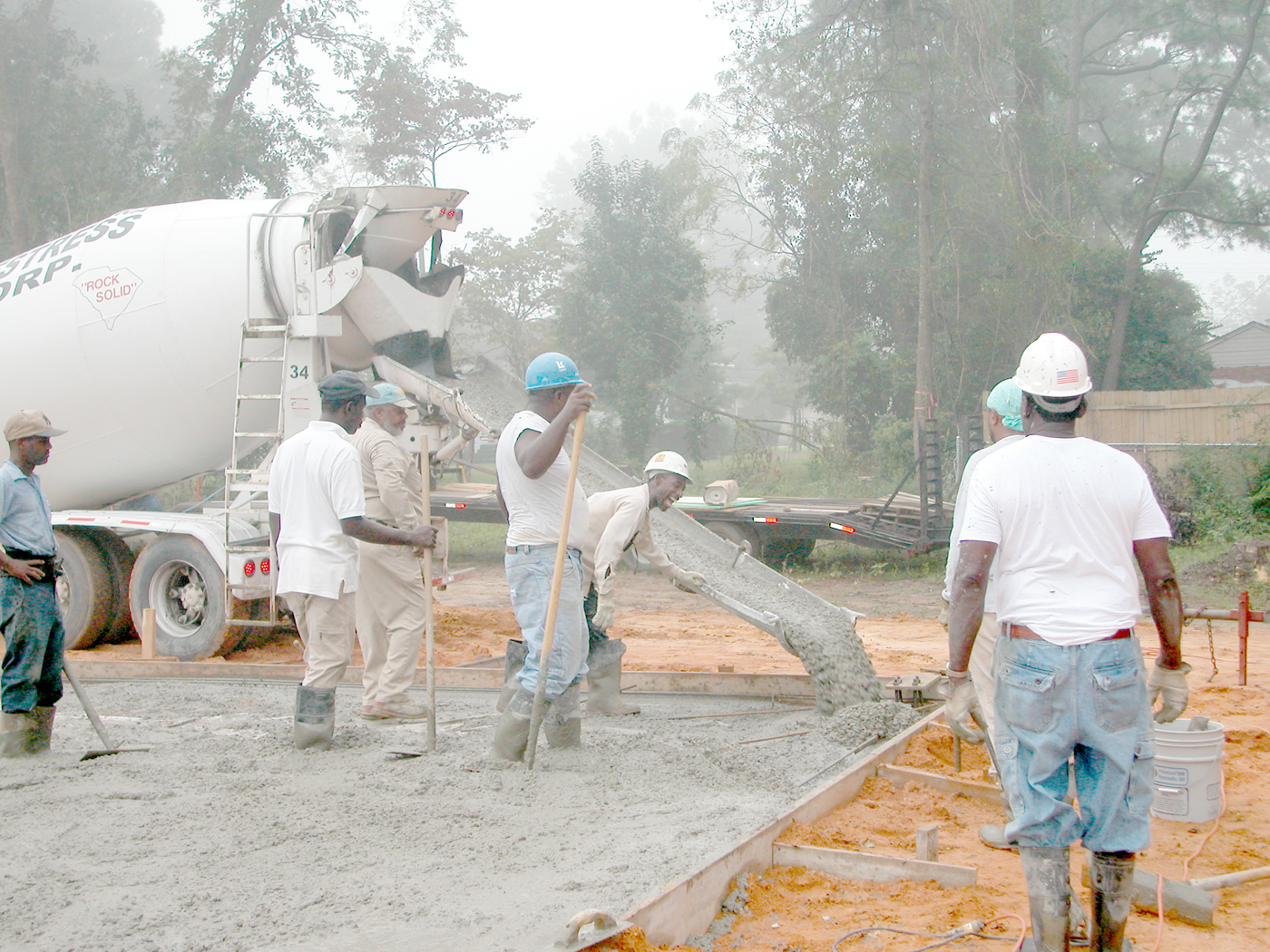
Getto di un calcestruzzo fluido

### Generalità
La lavorabilità del calcestruzzo fresco, (workability) è il lavoro utile interno necessario per ottenere la costipazione completa del conglomerato.
Dalla lavorabilità dipendono due proprietà del calcestruzzo fresco:
- la mobilità, da cui dipende la facilità di esecuzione delle attività necessarie alla posa in opera del materiale fresco quali il trasporto e il getto;
- la compattabilità da cui dipende la facilità di eliminare, mediante vibrazione, tutta l'aria intrappolata nel calcestruzzo fresco, al fine di assicurare la massima densità del conglomerato una volta indurito, e la garanzia di una maggiore superficie di contatto tra armature e calcestruzzo.

Una non idonea lavorabilità potrebbe comportare la formazione di macrovuoti nel calcestruzzo indurito, la cui presenza potrebbe condizionare negativamente la resistenza meccanica finale del conglomerato, l'aderenza acciaio - calcestruzzo e anche la protezione delle armature dalla corrosione con conseguente abbattimento del grado di durabilità del calcestruzzo del materiale. Poiché la lavorabilità non è una grandezza misurabile essa viene correlata ad un'altra grandezza facilmente misurabile designata con il termine "consistenza" dalla normativa vigente.

### Fattori influenzanti
La lavorabilità è influenzata da molti fattori, tra i quali i principali sono:
- per un determinato tipo di inerte, la lavorabilità dell'impasto dipende dal contenuto di acqua del calcestruzzo indipendentemente dal rapporto acqua/cemento (Regola di Lyse).
- dimensioni degli aggregati e curva granulometrica: a parità di acqua utilizzata per confezionare l'impasto, la lavorabilità cresce proporzionalmente al diametro massimo dell'inerte[2], infatti maggiore è il diametro dell'aggregato, minore è la sua superficie specifica[3], minore è l'acqua necessaria a bagnare la sua superficie;
- natura degli aggregati: a parità di acqua utilizzata per confezionare un calcestruzzo, gli aggregati di origine alluvionale garantiscono una lavorabilità maggiore rispetto agli inerti di frantumazione. Infatti, a parità di dimensioni, i secondi avendo una maggiore scabrezza superficiale presentano un maggiore attrito nei confronti della pasta cementizia e pertanto necessitano di maggiore acqua rispetto a quelli alluvionali, che di norma presentano una superficie liscia;
- tipo di cemento: minore è il tempo di presa minore è la lavorabilità del calcestruzzo;
- temperatura: a temperature superiori ai 25 °C il processo di idratazione del cemento è tanto rapido da determinare una presa del calcestruzzo in tempi molto più ristretti del normale causando una perdita della lavorabilità dell'impasto;
- presenza di additivi: gli additivi fluidificanti o superfluidificanti rendono il calcestruzzo più lavorabile senza necessità di variare il tenore di acqua.

### Metodi di misura

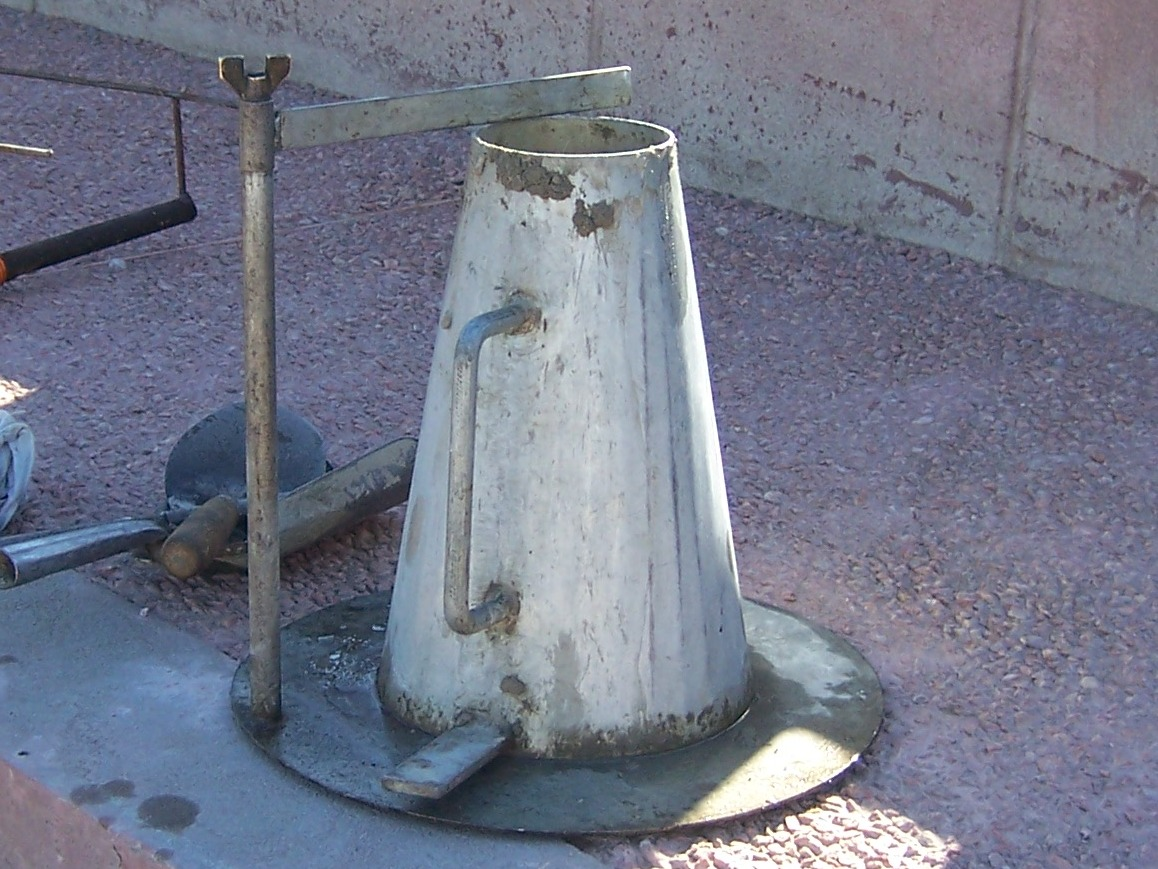
Cono di Abrams

Secondo le norme UNI EN 206 – 2006 e UNI 11104:2004, la lavorabilità del calcestruzzo fresco, e quindi la sua consistenza, deve essere determinata mediante alcune prove dai cui risultati vengono definite le classi di consistenza del calcestruzzo.
Tra i test riportati dalla suddetta normativa i più noti sono quelli realizzati utilizzando:
- il cono di Abrams;
- il consistometro di Vebè.

La misura della lavorabilità deve essere condotta dopo aver proceduto a scaricare dalla betoniera almeno 0,3 m3 di calcestruzzo.

### Classi di consistenza del calcestruzzo
- Classi di consistenza mediante abbassamento al cono di Abrams:
  - S1 - consistenza umida: abbassamento (slump) da 10 a 40 mm
  - S2 - consistenza plastica: abbassamento (slump) da 50 a 90 mm
  - S3 - consistenza semifluida: abbassamento (slump) da 100 a 150 mm
  - S4 - consistenza fluida: abbassamento (slump) da 160 a 210 mm
  - S5 - consistenza superfluida: abbassamento (slump) ≥ 220 mm.
- Classi di consistenza mediante il metodo Vebè:
  - V0 - tempo Vebè: ≥ 31 s
  - V1 - tempo Vebè: da 30 a 21 s
  - V2 - tempo Vebè: da 20 a 11 s
  - V3 - tempo Vebè: da 10 a 6 s
  - V4 - tempo Vebè: da 5 a 3 s
- Classi di consistenza mediante misura della compattabilità:
  - C0 - indice di compattabilità: ≥ 1,46
  - C1 - indice di compattabilità: da 1,45 a 1,26
  - C2 - indice di compattabilità: da 1,25 a 1,11
  - C3 - indice di compattabilità: da 1,10 a 1,04
  - C4 (solo per calcestruzzi leggeri) - indice di compattabilità: < 1,04
- Classi di consistenza mediante la misura dello spandimento:
  - F1 - diametro spandimento: ≤ 340 mm
  - F2 - diametro spandimento: da 350 a 410 mm
  - F3 - diametro spandimento: da 420 a 480 mm
  - F4 - diametro spandimento: da 490 a 550 mm
  - F5 - diametro spandimento: da 560 a 620 mm
  - F6 - diametro spandimento: ≥ 630 mm

In Italia la consistenza del calcestruzzo è espressa in termini di classi di abbassamento al cono o di classi di spandimento.

### La lavorabilità nella progettazione
Nella progettazione di una struttura, per definire il mix design (progetto di miscela) del calcestruzzo da utilizzare si deve definire anche la sua classe di consistenza.

La classe di consistenza deve essere valutata in funzione della struttura da realizzare (forma delle membrature, dimensioni minime delle membrature, densità delle armature, ecc.) al fine di rendere più facile l'operazione di posa in opera (getto, compattazione, ecc.).

Ad esempio per eseguire getti in presenza di armature molto fitte, o all'interno di casseforme per membrature di sezione ridotta o forma complessa e comunque in presenza di ostacoli che possono compromettere il flusso del calcestruzzo all'interno dei casseri, è necessario far riferimento ad una classe di consistenza elevata (es. S5).

Con riferimento alle classi di abbassamento al cono di norma:
- se si deve realizzare una diga o una pavimentazione con vibrofinitrice è d'obbligo un calcestruzzo a consistenza S1;
- se si devono realizzare strutture, quali ciminiere, serbatoi pensili, ecc., con la tecnica dei casseri rampanti o strutture con una certa pendenza (es. rivestimento di un canale idraulico) si dovrebbe prescrivere un calcestruzzo a consistenza S2 o al massimo S3;
- se si devono realizzare strutture non armate o poco armate si dovrebbe prescrivere un calcestruzzo a consistenza S3,
- in tutti gli altri casi si dovrebbe utilizzare un calcestruzzo S4 o S5.

### Riaggiunta d'acqua
L'acqua è uno degli ingredienti principali per il confezionamento di un calcestruzzo.
Senza l'acqua non può avvenire l'idratazione del cemento e pertanto non si può produrre il calcestruzzo.
L'acqua giusta è quella che garantisce sia la lavorabilità richiesta che la resistenza meccanica e la durabilità richiesta.
A parità di caratteristiche degli ingredienti utilizzati, all'aumentare del quantitativo di acqua, aumenta la lavorabilità del calcestruzzo (regola di Lyse); ma quantitativi di acqua maggiori rispetto al valore giusto determinano anche una diminuzione della resistenza meccanica e della durabilità del materiale finito poiché si ottiene un calcestruzzo più poroso e soggetto a deformazioni differite (ritiro e fluage) più marcate.
La procedura di riaggiunta di acqua nella betoniera per ottenere un calcestruzzo più fluido veniva utilizzata frequentemente in passato nei cantieri edili perché non portava ad alcun aumento sostanziale del costo del prodotto finito.

### Rimedi
Per aumentare la classe di consistenza si può aumentare il tenore di acqua nell'impasto ma, per non avere un prodotto finito scadente, bisogna aumentare proporzionalmente anche la quantità di cemento in modo da non variare il rapporto acqua/cemento previsto nel progetto della miscela (mix design, e di conseguenza il valore della resistenza meccanica del conglomerato, secondo quanto stabilito dalla legge di Abrams dalla quale si evince che all'aumentare di a/c, diminuisce esponenzialmente la resistenza meccanica:
- R = a1/(a2a/c)

dove:
- R è la resistenza media a compressione
- a1 e a2 sono costanti che dipendono dal tipo di cemento dal tipo di provino e dal tempo di stagionatura (es. 28 gg) nonché dalla temperatura in cui questa avviene.

Si possono utilizzare anche inerti reologicamente più favorevoli come quelli di maggiore diametro, di forma tondeggiante e di superficie levigata.
Per aumentare la classe di consistenza del calcestruzzo senza aumentare il tenore di acqua e di cemento, si può far uso di opportuni additivi fluidificanti o superfluidificanti.
Ambedue i metodi però portano a maggiori costi del prodotto finito rispetto a quello di classe di consistenza minore, infatti nel primo caso si deve utilizzare un dosaggio di cemento maggiore mentre nel secondo il maggiore costo è legato all'uso di un additivo.